# سياسة الدنمارك

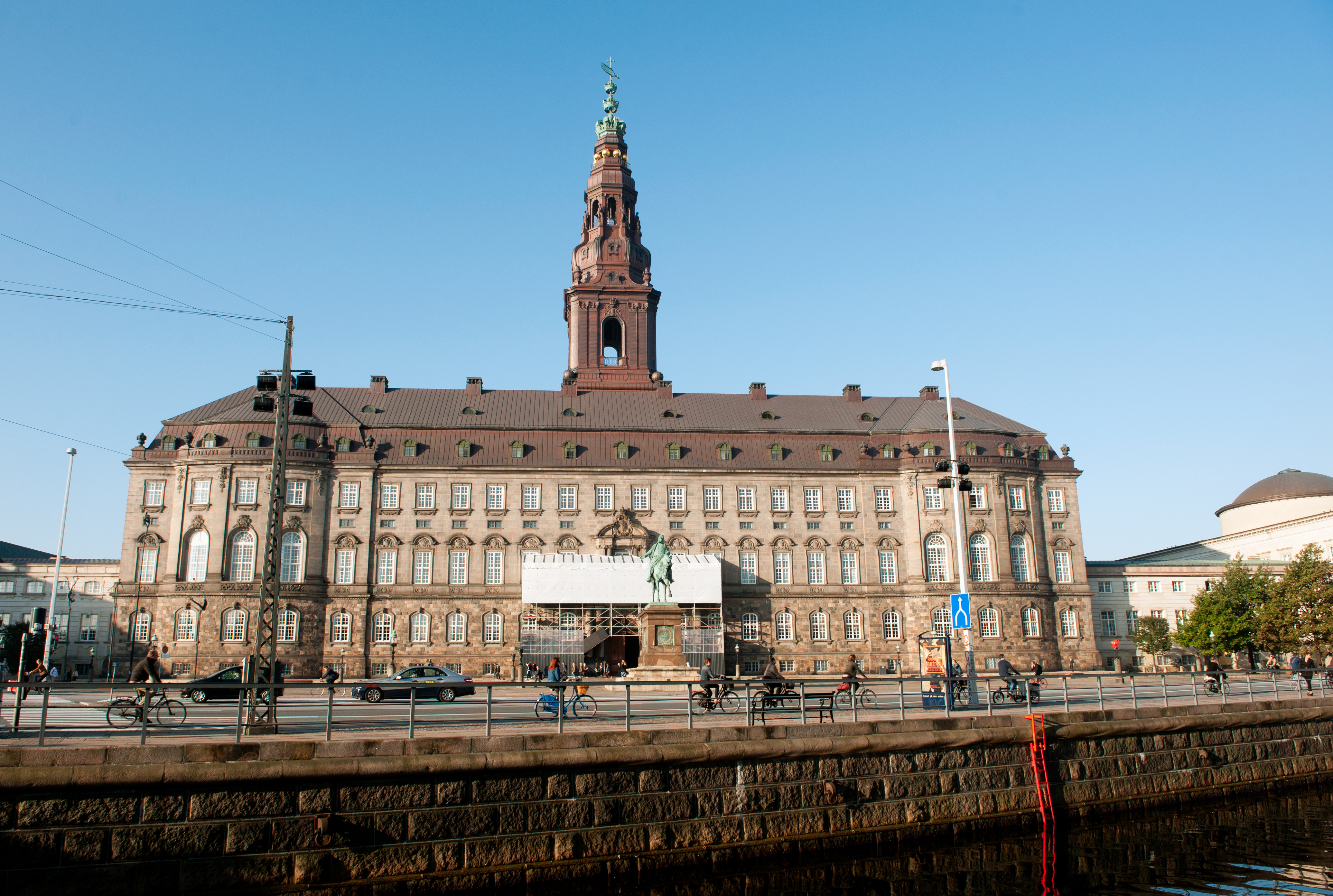
كريستيانسبورج كوبنهامن الدنمارك

تجري السياسة في الدنمارك ضمن إطار ديمقراطية تمثيلية برلمانية، قائمة على ملَكيّة دستورية، ودولة موحّدة غير مركزية، يكون فيها العاهل رأس الدولة، وهي حاليًا الملكة مارغريت الثانية. تُوصف الدنمارك بأنها دولة قومية. تتميّز السياسة والحوكمة في الدنمارك بسعي حثيثٍ للحصول على الإجماع في المسائل المهمة، ضمن الدوائر السياسية والمجتمع ككلّ.
تمارِس الحكومة السلطة التنفيذية، يرأسها رئيس الوزراء الذي يكون أوّل النُظراء. تُسند السلطة التشريعية إلى السلطة التنفيذية والبرلمان الوطني. ترشّح السلطة التنفيذية أعضاء السلطة القضائية (وعادةً ما يتمّ ذلك بتوصيةٍ من السلطة القضائية نفسها)، ويعيّنهم العاهل، ويبقون في مناصبهم حتى التقاعد.
نظام الحكم في الدنمارك متعدد الأحزاب، ببضع أحزاب قوية، وأربعة أو خمسة أحزاب رئيسية. لم يحظَ أيّ حزبٍ واحدٍ بالأغلبية المطلقة في البرلمان الوطني منذ بداية القرن العشرين. في الانتخابات الدنماركية العامة للعام 2019، تنافس 13 حزبًا، لم تكن 3 أحزاب منها مشتركةً في الانتخابات العامة في العام 2015. بما أن أربعة تحالفات حكومية بعد الحرب حصلت على الأغلبية، فمشاريع القوانين الحكومية نادرًا ما تقنّن دون مفاوضات وتنازلات بين الأحزاب المؤيدة والأحزاب المعارضة. لهذا يميل البرلمان الوطني لكونه أقوى السلطات التشريعية من مثيلاته في بلدان الاتحاد الأوروبي. لا يمنح الدستور السلطة القضائية سلطة المراجعة القضائية للتشريعات، ولكن رسخت المحاكم هذه السلطة بموافقة الفروع الأخرى للحكومة. نظرًا لغياب المحاكم الدستورية والإدارية، تتعامل المحكمة العليا ضمن بُعد دستوري.
تميل الأحزاب السياسية الدنماركية للتعاون فيما يتعلق بالعديد من المسائل، ويتلقى نموذج الشمال الأوروبي لدولة الرفاه يتلقى دعمًا برلمانيًّا عريضًا، وهو ما يضمن التركيز على فاعلية القطاع العام وتفويض المسؤوليات للحكومة المحلية على المستويات الإقليمية والبلديّة. تتبدّى درجة الشفافية والمساءلة في الرضا العام عن المؤسسات السياسية، كما تُعتبر الدنمارك من إحدى أقل الدول فسادًا في العالم، وفقًا لمنظمات دولية.
في العام 2016، صنّفت وحدة الاستخبارات الاقتصادية التابعة للإيكونومست الدنمارك كـ«ديمقراطية كاملة» على مؤشر الديمقراطية.
الملَكيّة
حكمت الملكة مارغريت الثانية (المولودة في أبريل 1940) حكمت الدنمارك كرأس الدولة منذ 14 يناير 1972. تماشيًا مع الدستور الدنماركي، فالعاهل الدنماركي هو رأس الدولة والمصدر الافتراضي لجميع السلطات التشريعية والقضائية. على أي حال، منذ تطبيق سيادة البرلمان في العام 1901، دخل الفصل بين السلطات حيّز التنفيذ.
يعود تاريخ نَصّ الدستور الدنماركي للعام 1849. لهذا السبب فقد خضع لتفسيرات فقهاء القانون ليتناسب والظروف المعاصرة. بالمعنى الرسمي، يحتفظ العاهل بحقّ رفض منح الموافقة الملكيّة لأيّ  مشروع قانون. كما للملك أن يختار أو أن يُقيل رئيس الوزراء، رغم أن هكذا إقالة قد تؤدي إلى أزمة دستورية في العصر الحالي. في 28 مارس 1920، كان الملك كريستيان العاشر آخر ملك ينفّذ الحق الملكي في إقالة رئيس الوزراء، وهو ما أشعل ما سُمّي بأزمة عيد الفصح للعام 1920. أصبحت جميع السلطات الملكيّة، التي تُسمّى الامتياز الملكي، مثلًا كتعيين الوزراء وحق إعلان الحرب وإقرار السلام، أصبحت من صلاحيات رئيس الوزراء والحكومة، إضافةً إلى موافقة الملكة بشكل رسمي. عند تشكيل حكومة جديدة، يدعو العاهل رؤساء الأحزاب إلى اجتماع للتشاور، إذ يقدمون المشورة للعاهل. بناءً على هذه المشورة يكلّف العاهل رئيس الحزب الذي يحصل على أغلبية التوصيات ليدير المفاوضات لتشكيل الحكومة الجديدة.
بناءً على قواعد الملكية الدستورية، فللعاهل في أيامنا هذه دورٌ فخريّ، حجّمت ممارسته السلطويّة كلّ مِن الديمقراطية البرلمانية ومبدأ فصل السلطات. رغم ذلك، ما زال للعاهل ثلاثة حقوق: حق المشورة، وحق إسداء المشورة، وحق التحذير. عملًا بهذه المبادئ، يحضر رئيس الوزراء وأعضاء الحكومة اجتماعات دورية في مجلس الدولة.

## الأحزاب السياسية
النظام في الدنمارك متعدد الأحزاب. تُمثّل عشرة أحزاب في البرلمان، في حين أن أربعة أحزاب أخرى تكون مؤهلة للتنافس في الانتخابات العامة التالية. هناك أربعة أحزاب تُعتبر الأقدم وصاحبة التاريخ الأطول تأثيرًا في السياسة الدنماركية، هي: حزب الشعب المحافظ، والاشتراكيون الديمقراطيون، والحزب الليبرالي الدنماركي (فينستريه؛ «يسار»، حزب ليبرالي محافظ)، والحزب الليبرالي الاجتماعي الدنماركي.
منذ الانتخابات العامة في العام 2015، تأهلت 3 أحزاب للمنافسة في الانتخابات البرلمانية. جميع هذه الأحزاب تنتمي لليمين. أول هذه الأحزاب التي تأهلت للمنافسة كان حزب اليمين الجديد في العام 2015، وهو حزب معروف بموافقه المتشددة من الهجرة. الحزب الثاني هو حزب كلاوس ريسكار بيديرسن، وهو حزب اجتماعي محافظ. ثالث هذه الأحزاب، هارد لاين، وهو حزب مثير للجدل بسبب سياساته المعادية للهجرة.
ثمة اختلافات في تنظيم وهيكيلية الأحزاب السياسية. ولكن في العادة تشترك الأحزاب في أنها تعقد مؤتمرًا حزبيًّا سنويًّا لإقرار البيانات، وانتخاب رؤساء الأحزاب، وأعضاء مجلس الإدارة، وجمعية النوّاب، وعدد من الفروع المحلية ذات التنظيم الخاص بها. في معظم الحالات فأعضاء الأحزاب في البرلمان يشكّلون جماعاتهم الخاصة باستقلالية لتطوير وترسيخ سياسات الحزب في البرلمان وبين دورات الانتخابات.

## السلطة التنفيذية
تؤدي الحكومة السياسات التنفيذية للملكة. يقرر مجلس الوزراء، الذي يرأسه رئيس الوزراء، يقرر شؤون الحكومة. يخضع رئيس الوزراء ومجلس الوزراء للمساءلة أمام البرلمان الوطني.
يشغل أعضاء مجلس الوزراء منصب «وزير» ويضطلع كل منهم بحقيبة مختلفة من المسؤوليات الحكومية. يتمثل الدور الذي يؤديه الوزراء بشكل يومي في عملهم على رأس إحدى مؤسسات الدولة البيروقراطية، كرؤساء للموظفين في قسم ما، والذين يكونون مسؤولين أمام الوزير.

### رئيس الحكومة
بمنصب أوّل النُظراء، يكون رئيس الوزراء هو رئيس الحكومة (ما يعني أنه رئيس مجلس الوزراء). يُعيّن العاهل رئيس الوزراء وأعضاء حكومته بناءً على التركيبة الحزبية في البرلمان الوطني. ليس ثمة حاجة للتصويت على الثقة لبدء تشكيل الحكومة بعد الانتخابات. إذا أعلن البرلمان عن نزع الثقة من رئيس الوزراء، ينبغي على كامل الحكومة أن تستقيل، ما لم يُدعى إلى انتخابات برلمانية.